# L'esatto momento
L'esatto momento è un singolo della cantautrice italiana Cmqmartina, pubblicato il 17 gennaio 2020 da La Clinica Dischi e Artist First.

## Tracce
Testi di Cmqmartina, musiche di Matteo Brioschi.
1. L'esatto momento – 3:04